# Ahmed Abdou
Ahmed Abdou (arab. أحمد عبده; ur. 1936 w Mutsamudu) – komoryjski polityk, premier Komorów od 1996 do 1997.

## Życiorys
W okresie kolonialnym sprawował funkcję ministra finansów krótko w 1972 i ponownie od 1973 do 1975. Należał do partii Narodowe Zgromadzenie dla Rozwoju, powiązanej z prezydentem Mohamedem Taki Abdulkarimem. W grudniu 1996 powołany na stanowisko premiera po tym, jak jego partia wygrała wybory, zdobywając 20% głosów. W maju wobec protestów społecznych poddał swój gabinet pod wotum zaufania, które przetrwał. We wrześniu 1997 podał się do dymisji ze względu na wojowniczych separatystów na wyspach Mwali i Anjouan, którzy jednostronnie ogłosili niepodległość.